# Cattedrali in Corea del Sud

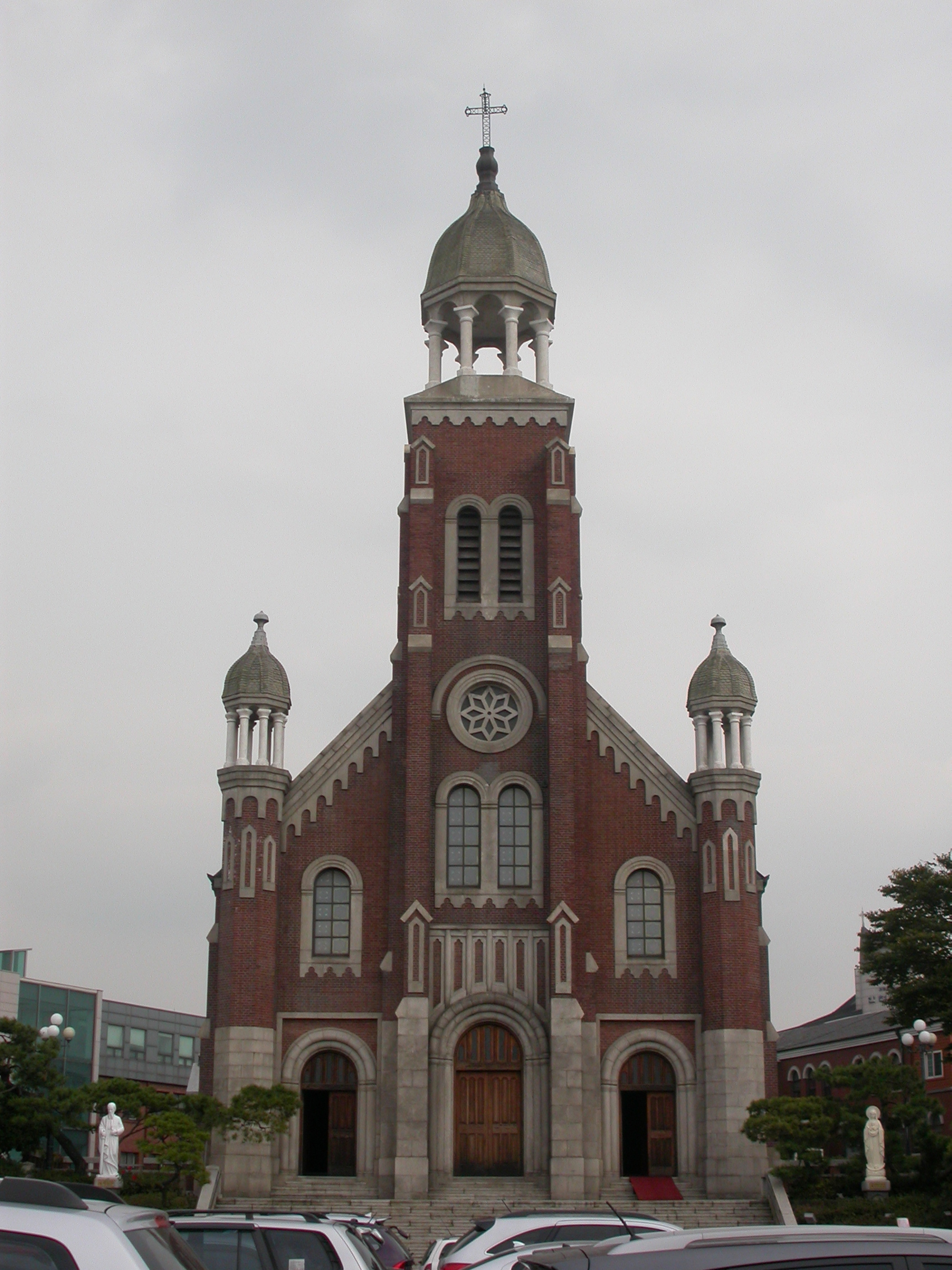
Cattedrale di Incheon

Questa è una lista delle cattedrali in Corea del Sud.

## Cattedrali cattoliche
| Cattedrale                                              | Arcidiocesi o Diocesi  | Località  |
| ------------------------------------------------------- | ---------------------- | --------- |
| Cattedrale di Nostra Signora di Lourdes                 | Arcidiocesi di Daegu   | Taegu     |
| Cattedrale dell'Immacolata Concezione                   | Diocesi di Andong      | Andong    |
| Cattedrale della Sacra Famiglia                         | Diocesi di Cheongju    | Cheongju  |
| Cattedrale di San Paolo                                 | Diocesi di Masan       | Masan     |
| Cattedrale della Santa Famiglia                         | Diocesi di Busan       | Busan     |
| Cattedrale del Sacro Cuore di Gesù                      | Arcidiocesi di Gwangju | Gwangju   |
| Cattedrale dell'Immacolata Concezione di Maria          | Diocesi di Jeju        | Jeju      |
| Cattedrale del Sacro Cuore di Gesù                      | Diocesi di Jeonju      | Jeonju    |
| Cattedrale di Nostra Signora dell'Immacolata Concezione | Arcidiocesi di Seul    | Seul      |
| Cattedrale del Sacro Cuore di Gesù                      | Diocesi di Chuncheon   | Chuncheon |
| Cattedrale di San Paolo                                 | Diocesi di Incheon     | Incheon   |
| Cattedrale di San Giuseppe                              | Diocesi di Suwon       | Suwon     |
| Cattedrale di Santa Teresa del Bambin Gesù              | Diocesi di Daejeon     | Daejeon   |
| Cattedrale del Sacro Cuore di Maria                     | Diocesi di Uijongbu    | Uijeongbu |
| Cattedrale di Nostra Signora della Grazia               | Diocesi di Wonju       | Wonju     |

## Cattedrali anglicane
| Cattedrale                             | Arcidiocesi o Diocesi        | Località |
| -------------------------------------- | ---------------------------- | -------- |
| Cattedrale di Santa Maria e San Nicola | Diocesi anglicana di Seul    | Seul     |
| Cattedrale di San Benedetto            | Diocesi anglicana di Daejeon | Daejeon  |
| Cattedrale del Nostro Salvatore        | Diocesi anglicana di Busan   | Busan    |

## Cattedrale ortodossa
| Cattedrale               | Diocesi                       | Città |
| ------------------------ | ----------------------------- | ----- |
| Cattedrale di San Nicola | Metropolia ortodossa di Corea | Seul  |

## Galleria d'immagini

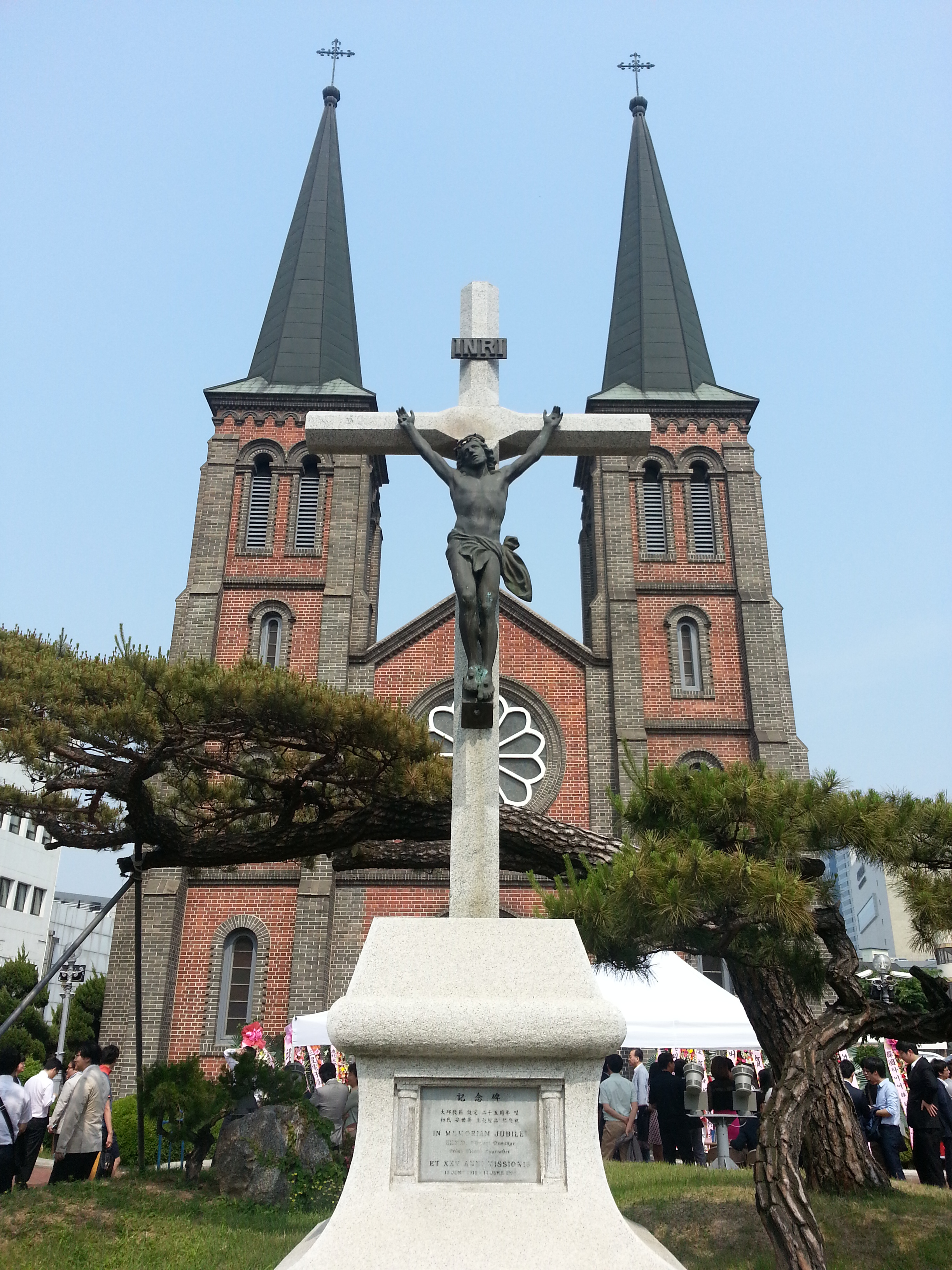
Cattedrale di Taegu
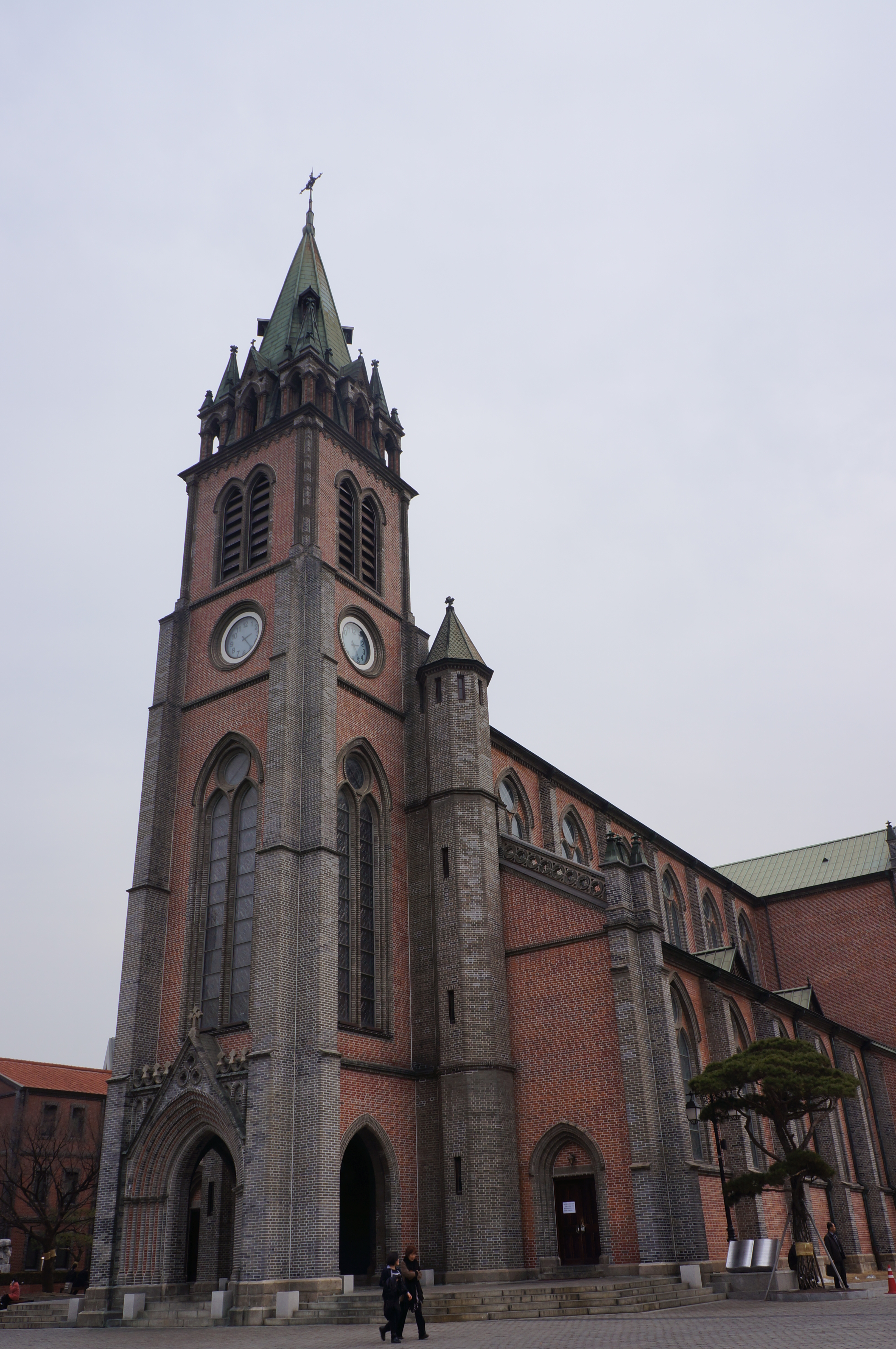
Cattedrale di Seul
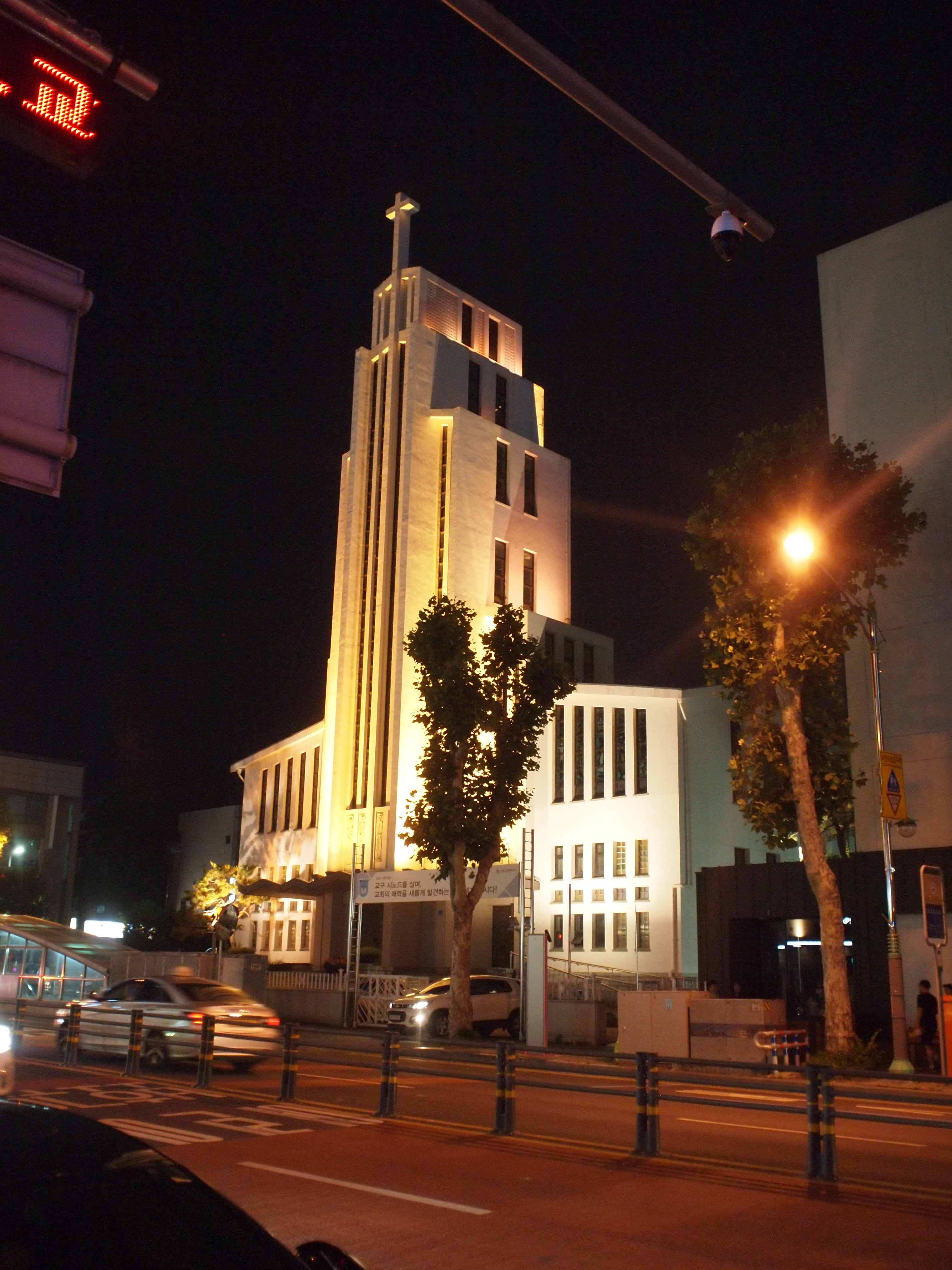
Cattedrale di Daejeon
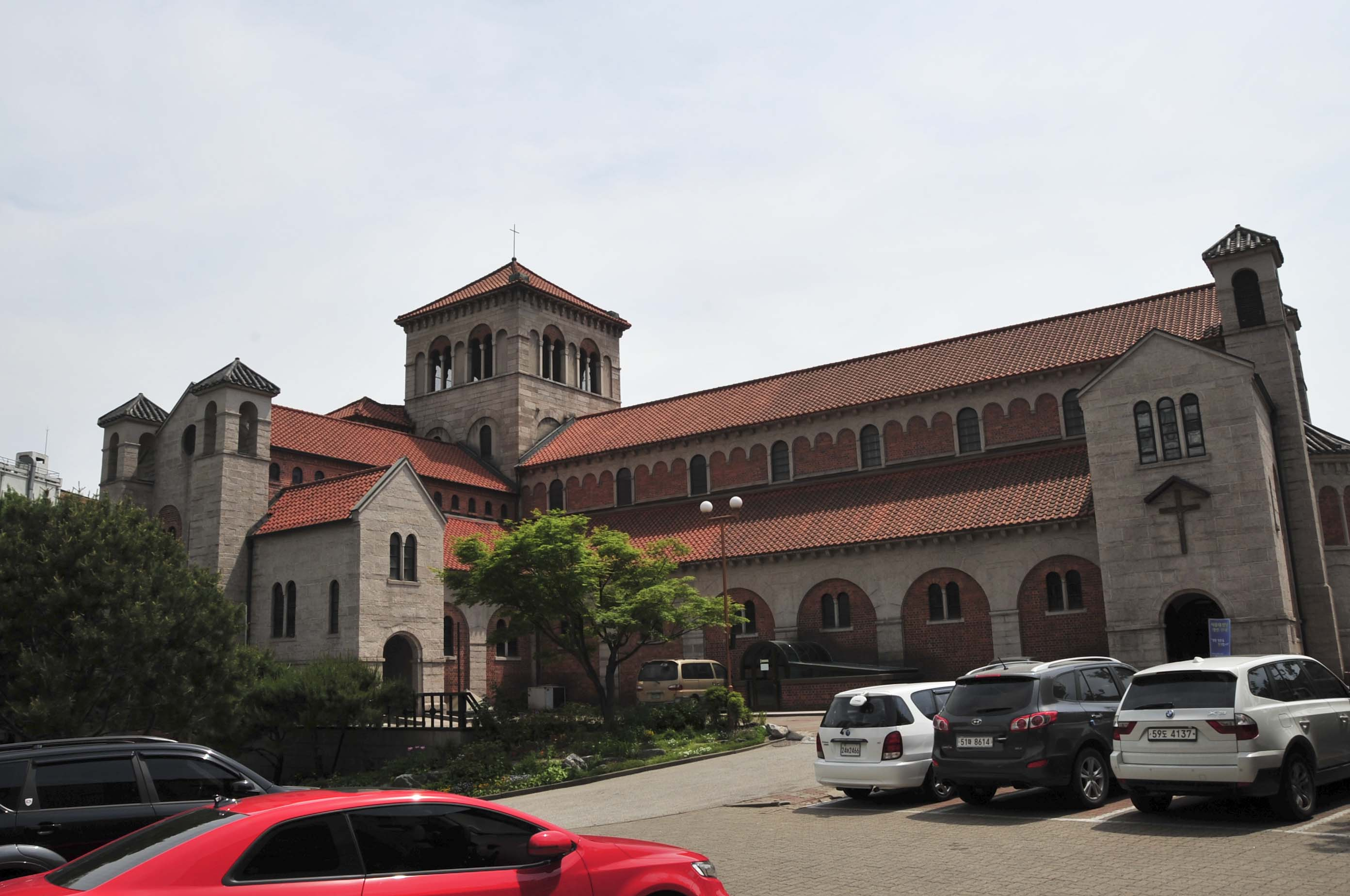
Cattedrale anglicana di Seul
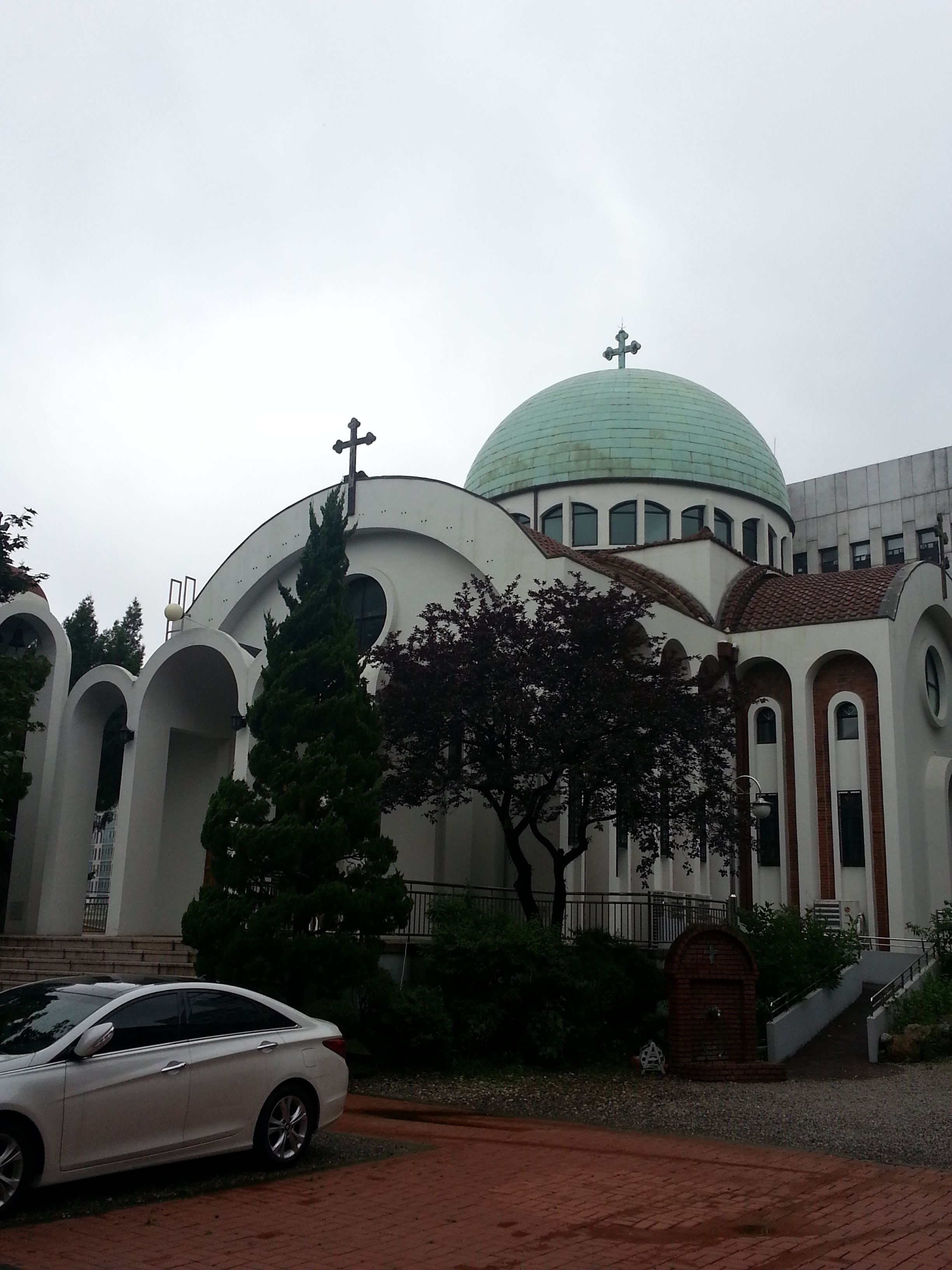
Cattedrale ortodossa di Seul